# Bahnstrecke Grzmiąca–Kostrzyn
| Die PKP-Linie 410 bei Płotno (Blankensee) | |                                                       |                                                       |
| Streckennummer: | PKP 410 |                                                       |                                                       |
| Kursbuchstrecke: | 111m (Grzmiąca (Gramenz) – Połczyn-Zdrój (Bad Polzin) 1934) 111k (Połczyn-Zdrój (Bad Polzin) – Złocieniec (Falkenburg) 1934) 116a (Złocieniec (Falkenburg) – Choszczno (Arnswalde) 1934) 116 (Choszczno (Arnswalde) – Kostrzyn (Küstrin Neustadt Hbf) 1934) DR 111m. 111k, 116b, 116a (1940) |                                                       |                                                       |
| Streckenlänge: | 240,452 km |                                                       |                                                       |
| Spurweite: | 1435 mm (Normalspur) |                                                       |                                                       |
| Streckengeschwindigkeit: | 40 km/h |                                                       |                                                       |
| | |                                                       |                                                       |
| \| \| \| Bahnstrecke von Korzybie–Bobolice \| \| \| \| \| Bahnstrecke von Kołobrzeg–Białogard \| \| \| \| 0,000 \| Grzmiąca (Gramenz) \| Grzmiąca (Gramenz) \| \| \| \| Bahnstrecke nach Szczecinek \| \| \| \| 3,417 \| Lubogoszcz (Lübgust) \| Lubogoszcz (Lübgust) \| \| \| 5,534 \| Wielawino (Flackenheide) \| Wielawino (Flackenheide) \| \| \| 8,603 \| Stary Chwalim (Alt Valm) \| Stary Chwalim (Alt Valm) \| \| \| 13,575 \| Barwice (Bärwalde) \| Barwice (Bärwalde) \| \| \| 17,556 \| Łęknica Koszalińska (Lucknitz) \| Łęknica Koszalińska (Lucknitz) \| \| \| 20,416 \| Piaski Pomorskie (Patzig [Bez. Köslin]) \| Piaski Pomorskie (Patzig [Bez. Köslin]) \| \| \| 27,831 \| Kołacz (Kollatz) \| Kołacz (Kollatz) \| \| \| 31,647 \| Połczyn-Zdrój (Bad Polzin) \| Połczyn-Zdrój (Bad Polzin) \| \| \| \| Bahnstrecke nach Świdwin \| \| \| \| 37,572 \| Międzyborze Białogardzkie (Luisenbad) \| Międzyborze Białogardzkie (Luisenbad) \| \| \| 39,092 \| Zajączkowo Połczyńskie (Alt Sanskow) \| Zajączkowo Połczyńskie (Alt Sanskow) \| \| \| 41,402 \| Dobino Białogardzkie (Alt Hütten) \| Dobino Białogardzkie (Alt Hütten) \| \| \| 43,818 \| Toporzyk (Bramstädt) \| Toporzyk (Bramstädt) \| \| \| 46,564 \| Gawroniec (Gersdorf [Kreis Dramburg]) \| Gawroniec (Gersdorf [Kreis Dramburg]) \| \| \| 51,180 \| Chlebowo (Klebow) \| Chlebowo (Klebow) \| \| \| 55,554 \| Cieszyno Drawskie (Teschendorf [Kreis Dramburg]) \| Cieszyno Drawskie (Teschendorf [Kreis Dramburg]) \| \| \| \| Militäranschluss \| \| \| \| 61,581 \| Grotniki Drawskie (Waldschänke) \| Grotniki Drawskie (Waldschänke) \| \| \| \| Złocieniec Miasto \| \| \| \| \| Bahnstrecke von Runowo Pomorskie–Drawsko Pomorskie \| \| \| \| 65,341 \| Złocieniec (Falkenburg) \| Złocieniec (Falkenburg) \| \| \| \| Bahnstrecke nach Czaplinek–Szczecinek–Chojnice \| \| \| \| 72,481 \| Osiek Drawski (Wutzig) \| Osiek Drawski (Wutzig) \| \| \| 75,904 \| Wierzchowo Pomorskie (Virchow) \| Wierzchowo Pomorskie (Virchow) \| \| \| \| Kleinbahnstrecke nach Wałcz \| \| \| \| 81,770 \| Borujsko (Schönfeld [Kreis Dramburg]) \| Borujsko (Schönfeld [Kreis Dramburg]) \| \| \| \| Militärflughafenanschluss \| \| \| \| 88,573 \| Mirosławiec (Märkisch Friedland) \| Mirosławiec (Märkisch Friedland) \| \| \| 94,150 \| Stara Korytnica (Alt Körtnitz) \| Stara Korytnica (Alt Körtnitz) \| \| \| 98,920 \| Biały Zdrój Północny (Balster Nord) \| Biały Zdrój Północny (Balster Nord) \| \| \| 103,107 \| Kalisz Pomorski Miasto (Kallies Stadt) \| Kalisz Pomorski Miasto (Kallies Stadt) \| \| \| \| Bahnstrecke von Piła–Wałcz \| \| \| \| 105,823 \| Kalisz Pomorski (Kallies) \| Kalisz Pomorski (Kallies) \| \| \| \| Bahnstrecke nach Recz Pomorski–Ulikowo \| \| \| \| 109,419 \| Dębsko Pomorskie (Denzig [Pommern]) \| Dębsko Pomorskie (Denzig [Pommern]) \| \| \| 114,280 \| Sieniawa Drawieńska (Schönow) \| Sieniawa Drawieńska (Schönow) \| \| \| 116,460 \| Drawno (Neuwedell) \| Drawno (Neuwedell) \| \| \| 125,444 \| Kiełpino (Kölpin) \| Kiełpino (Kölpin) \| \| \| 128,892 \| Sulistewo Choszczeńskie (Zühlsdorf [Kreis Arnswalde]) \| Sulistewo Choszczeńskie (Zühlsdorf [Kreis Arnswalde]) \| \| \| 135,462 \| Wardyń (Wardin) \| Wardyń (Wardin) \| \| \| 138,856 \| Smoleń (Karlsburg [Kreis Arnswalde]) \| Smoleń (Karlsburg [Kreis Arnswalde]) \| \| \| \| Bahnstrecke von Posen–Krzyż \| \| \| \| 143,676 \| Choszczno (Arnswalde) \| Choszczno (Arnswalde) \| \| \| \| Bahnstrecke nach Stargard Szczeciński–Stettin \| \| \| \| 148,977 \| Zamęcin (Sammenthin) \| Zamęcin (Sammenthin) \| \| \| 153,399 \| Lubiana (Alt Libbehne) \| Lubiana (Alt Libbehne) \| \| \| \| Bahnstrecke nach Strzelce Krajeńskie \| \| \| \| 155,808 \| Płotno (Blankensee [Pommern]) \| Płotno (Blankensee [Pommern]) \| \| \| 162,593 \| Pełczyce (Bernstein) \| Pełczyce (Bernstein) \| \| \| 171,176 \| Barlinek (Berlinchen) \| Barlinek (Berlinchen) \| \| \| 178,208 \| Dzikowo Myśliborskie (Dieckow) \| Dzikowo Myśliborskie (Dieckow) \| \| \| 182,349 \| Mostkowo (Chursdorf [Neumark]) \| Mostkowo (Chursdorf [Neumark]) \| \| \| 186,358 \| Sulimierz (Adamsdorf) \| Sulimierz (Adamsdorf) \| \| \| 188,100 \| Dzierzgów (Ernestinenhof) \| Dzierzgów (Ernestinenhof) \| \| \| \| Bahnstrecke von Pyrzyce \| \| \| \| 190,531 \| Głazów (Glasow) \| Głazów (Glasow) \| \| \| \| Bahnstrecke von Gorzów Wielkopolski \| \| \| \| 198,438 \| Myślibórz (Soldin) \| Myślibórz (Soldin) \| \| \| 204,253 \| Rościn Krajeński (Rostin) \| Rościn Krajeński (Rostin) \| \| \| 208,518 \| Różańsko (Rosenthal [Neumark]) \| Różańsko (Rosenthal [Neumark]) \| \| \| 214,075 \| Dyszno (Ringenwalde [Neumark]) \| Dyszno (Ringenwalde [Neumark]) \| \| \| 218,017 \| Barnówko (Berneuchen; ehem. Bahnhof) \| Barnówko (Berneuchen; ehem. Bahnhof) \| \| \| 222,105 \| Dębno Lubuskie (Neudamm) \| Dębno Lubuskie (Neudamm) \| \| \| 228,126 \| Cychry (Zicher) \| Cychry (Zicher) \| \| \| 231,683 \| Krześnica Sarbinowo (Wilkersdorf-Zorndorf) \| Krześnica Sarbinowo (Wilkersdorf-Zorndorf) \| \| \| \| Woiwodschaftsgrenze Westpommern/Lebus \| \| \| \| \| Bahnstrecke von Tczew \| \| \| \| \| Bahnstrecke von Stettin–Gryfino \| \| \| \| 240,452 \| Kostrzyn (Küstrin Neustadt Hbf.) \| Kostrzyn (Küstrin Neustadt Hbf.) \| \| \| \| Bahnstrecke nach Zielona Góra–Breslau \| \| \| \| \| Bahnstrecke nach Küstrin–Kietz–Berlin \| \| | |                                                       |                                                       |
| Strecke (außer Betrieb) | | Bahnstrecke von Korzybie–Bobolice                     | Bahnstrecke von Korzybie–Bobolice                     |
| Abzweig ehemals geradeaus und von rechts | | Bahnstrecke von Kołobrzeg–Białogard                   | Bahnstrecke von Kołobrzeg–Białogard                   |
| Bahnhof | 0,000 | Grzmiąca (Gramenz)                                    | Grzmiąca (Gramenz)                                    |
| Abzweig ehemals geradeaus und nach links | | Bahnstrecke nach Szczecinek                           | Bahnstrecke nach Szczecinek                           |
| Bahnhof (Strecke außer Betrieb) | 3,417 | Lubogoszcz (Lübgust)                                  | Lubogoszcz (Lübgust)                                  |
| Bahnhof (Strecke außer Betrieb) | 5,534 | Wielawino (Flackenheide)                              | Wielawino (Flackenheide)                              |
| Bahnhof (Strecke außer Betrieb) | 8,603 | Stary Chwalim (Alt Valm)                              | Stary Chwalim (Alt Valm)                              |
| Bahnhof (Strecke außer Betrieb) | 13,575 | Barwice (Bärwalde)                                    | Barwice (Bärwalde)                                    |
| Haltepunkt / Haltestelle (Strecke außer Betrieb) | 17,556 | Łęknica Koszalińska (Lucknitz)                        | Łęknica Koszalińska (Lucknitz)                        |
| Bahnhof (Strecke außer Betrieb) | 20,416 | Piaski Pomorskie (Patzig [Bez. Köslin])               | Piaski Pomorskie (Patzig [Bez. Köslin])               |
| Bahnhof (Strecke außer Betrieb) | 27,831 | Kołacz (Kollatz)                                      | Kołacz (Kollatz)                                      |
| Bahnhof (Strecke außer Betrieb) | 31,647 | Połczyn-Zdrój (Bad Polzin)                            | Połczyn-Zdrój (Bad Polzin)                            |
| Abzweig geradeaus und nach rechts (Strecke außer Betrieb) | | Bahnstrecke nach Świdwin                              | Bahnstrecke nach Świdwin                              |
| Haltepunkt / Haltestelle (Strecke außer Betrieb) | 37,572 | Międzyborze Białogardzkie (Luisenbad)                 | Międzyborze Białogardzkie (Luisenbad)                 |
| Bahnhof (Strecke außer Betrieb) | 39,092 | Zajączkowo Połczyńskie (Alt Sanskow)                  | Zajączkowo Połczyńskie (Alt Sanskow)                  |
| Haltepunkt / Haltestelle (Strecke außer Betrieb) | 41,402 | Dobino Białogardzkie (Alt Hütten)                     | Dobino Białogardzkie (Alt Hütten)                     |
| Bahnhof (Strecke außer Betrieb) | 43,818 | Toporzyk (Bramstädt)                                  | Toporzyk (Bramstädt)                                  |
| Bahnhof (Strecke außer Betrieb) | 46,564 | Gawroniec (Gersdorf [Kreis Dramburg])                 | Gawroniec (Gersdorf [Kreis Dramburg])                 |
| Bahnhof (Strecke außer Betrieb) | 51,180 | Chlebowo (Klebow)                                     | Chlebowo (Klebow)                                     |
| Bahnhof (Strecke außer Betrieb) | 55,554 | Cieszyno Drawskie (Teschendorf [Kreis Dramburg])      | Cieszyno Drawskie (Teschendorf [Kreis Dramburg])      |
| Abzweig ehemals geradeaus und von links | | Militäranschluss                                      | Militäranschluss                                      |
| ehemaliger Haltepunkt / Haltestelle | 61,581 | Grotniki Drawskie (Waldschänke)                       | Grotniki Drawskie (Waldschänke)                       |
| ehemaliger Bahnhof | | Złocieniec Miasto                                     | Złocieniec Miasto                                     |
| Abzweig geradeaus und von rechts | | Bahnstrecke von Runowo Pomorskie–Drawsko Pomorskie    | Bahnstrecke von Runowo Pomorskie–Drawsko Pomorskie    |
| Bahnhof | 65,341 | Złocieniec (Falkenburg)                               | Złocieniec (Falkenburg)                               |
| Abzweig ehemals geradeaus und nach links | | Bahnstrecke nach Czaplinek–Szczecinek–Chojnice        | Bahnstrecke nach Czaplinek–Szczecinek–Chojnice        |
| Bahnhof (Strecke außer Betrieb) | 72,481 | Osiek Drawski (Wutzig)                                | Osiek Drawski (Wutzig)                                |
| Bahnhof (Strecke außer Betrieb) | 75,904 | Wierzchowo Pomorskie (Virchow)                        | Wierzchowo Pomorskie (Virchow)                        |
| Abzweig geradeaus und nach links (Strecke außer Betrieb) | | Kleinbahnstrecke nach Wałcz                           | Kleinbahnstrecke nach Wałcz                           |
| Bahnhof (Strecke außer Betrieb) | 81,770 | Borujsko (Schönfeld [Kreis Dramburg])                 | Borujsko (Schönfeld [Kreis Dramburg])                 |
| Abzweig geradeaus und nach rechts (Strecke außer Betrieb) | | Militärflughafenanschluss                             | Militärflughafenanschluss                             |
| Bahnhof (Strecke außer Betrieb) | 88,573 | Mirosławiec (Märkisch Friedland)                      | Mirosławiec (Märkisch Friedland)                      |
| Haltepunkt / Haltestelle (Strecke außer Betrieb) | 94,150 | Stara Korytnica (Alt Körtnitz)                        | Stara Korytnica (Alt Körtnitz)                        |
| Haltepunkt / Haltestelle (Strecke außer Betrieb) | 98,920 | Biały Zdrój Północny (Balster Nord)                   | Biały Zdrój Północny (Balster Nord)                   |
| Bahnhof (Strecke außer Betrieb) | 103,107 | Kalisz Pomorski Miasto (Kallies Stadt)                | Kalisz Pomorski Miasto (Kallies Stadt)                |
| Abzweig ehemals geradeaus und von links | | Bahnstrecke von Piła–Wałcz                            | Bahnstrecke von Piła–Wałcz                            |
| Bahnhof | 105,823 | Kalisz Pomorski (Kallies)                             | Kalisz Pomorski (Kallies)                             |
| Abzweig ehemals geradeaus und nach rechts | | Bahnstrecke nach Recz Pomorski–Ulikowo                | Bahnstrecke nach Recz Pomorski–Ulikowo                |
| Haltepunkt / Haltestelle (Strecke außer Betrieb) | 109,419 | Dębsko Pomorskie (Denzig [Pommern])                   | Dębsko Pomorskie (Denzig [Pommern])                   |
| Haltepunkt / Haltestelle (Strecke außer Betrieb) | 114,280 | Sieniawa Drawieńska (Schönow)                         | Sieniawa Drawieńska (Schönow)                         |
| Bahnhof (Strecke außer Betrieb) | 116,460 | Drawno (Neuwedell)                                    | Drawno (Neuwedell)                                    |
| Bahnhof (Strecke außer Betrieb) | 125,444 | Kiełpino (Kölpin)                                     | Kiełpino (Kölpin)                                     |
| Bahnhof (Strecke außer Betrieb) | 128,892 | Sulistewo Choszczeńskie (Zühlsdorf [Kreis Arnswalde]) | Sulistewo Choszczeńskie (Zühlsdorf [Kreis Arnswalde]) |
| Bahnhof (Strecke außer Betrieb) | 135,462 | Wardyń (Wardin)                                       | Wardyń (Wardin)                                       |
| Haltepunkt / Haltestelle (Strecke außer Betrieb) | 138,856 | Smoleń (Karlsburg [Kreis Arnswalde])                  | Smoleń (Karlsburg [Kreis Arnswalde])                  |
| Abzweig ehemals geradeaus und von links | | Bahnstrecke von Posen–Krzyż                           | Bahnstrecke von Posen–Krzyż                           |
| Bahnhof | 143,676 | Choszczno (Arnswalde)                                 | Choszczno (Arnswalde)                                 |
| Abzweig ehemals geradeaus und nach rechts | | Bahnstrecke nach Stargard Szczeciński–Stettin         | Bahnstrecke nach Stargard Szczeciński–Stettin         |
| Bahnhof (Strecke außer Betrieb) | 148,977 | Zamęcin (Sammenthin)                                  | Zamęcin (Sammenthin)                                  |
| Bahnhof (Strecke außer Betrieb) | 153,399 | Lubiana (Alt Libbehne)                                | Lubiana (Alt Libbehne)                                |
| Abzweig geradeaus und nach links (Strecke außer Betrieb) | | Bahnstrecke nach Strzelce Krajeńskie                  | Bahnstrecke nach Strzelce Krajeńskie                  |
| Bahnhof (Strecke außer Betrieb) | 155,808 | Płotno (Blankensee [Pommern])                         | Płotno (Blankensee [Pommern])                         |
| Bahnhof (Strecke außer Betrieb) | 162,593 | Pełczyce (Bernstein)                                  | Pełczyce (Bernstein)                                  |
| Bahnhof (Strecke außer Betrieb) | 171,176 | Barlinek (Berlinchen)                                 | Barlinek (Berlinchen)                                 |
| Bahnhof (Strecke außer Betrieb) | 178,208 | Dzikowo Myśliborskie (Dieckow)                        | Dzikowo Myśliborskie (Dieckow)                        |
| Bahnhof (Strecke außer Betrieb) | 182,349 | Mostkowo (Chursdorf [Neumark])                        | Mostkowo (Chursdorf [Neumark])                        |
| Bahnhof (Strecke außer Betrieb) | 186,358 | Sulimierz (Adamsdorf)                                 | Sulimierz (Adamsdorf)                                 |
| Haltepunkt / Haltestelle (Strecke außer Betrieb) | 188,100 | Dzierzgów (Ernestinenhof)                             | Dzierzgów (Ernestinenhof)                             |
| Abzweig geradeaus und von rechts (Strecke außer Betrieb) | | Bahnstrecke von Pyrzyce                               | Bahnstrecke von Pyrzyce                               |
| Bahnhof (Strecke außer Betrieb) | 190,531 | Głazów (Glasow)                                       | Głazów (Glasow)                                       |
| Abzweig geradeaus und von links (Strecke außer Betrieb) | | Bahnstrecke von Gorzów Wielkopolski                   | Bahnstrecke von Gorzów Wielkopolski                   |
| Bahnhof (Strecke außer Betrieb) | 198,438 | Myślibórz (Soldin)                                    | Myślibórz (Soldin)                                    |
| Bahnhof (Strecke außer Betrieb) | 204,253 | Rościn Krajeński (Rostin)                             | Rościn Krajeński (Rostin)                             |
| Bahnhof (Strecke außer Betrieb) | 208,518 | Różańsko (Rosenthal [Neumark])                        | Różańsko (Rosenthal [Neumark])                        |
| Bahnhof (Strecke außer Betrieb) | 214,075 | Dyszno (Ringenwalde [Neumark])                        | Dyszno (Ringenwalde [Neumark])                        |
| Betriebsstelle Strecke bis hier außer Betrieb | 218,017 | Barnówko (Berneuchen; ehem. Bahnhof)                  | Barnówko (Berneuchen; ehem. Bahnhof)                  |
| ehemaliger Bahnhof | 222,105 | Dębno Lubuskie (Neudamm)                              | Dębno Lubuskie (Neudamm)                              |
| ehemaliger Bahnhof | 228,126 | Cychry (Zicher)                                       | Cychry (Zicher)                                       |
| ehemaliger Bahnhof | 231,683 | Krześnica Sarbinowo (Wilkersdorf-Zorndorf)            | Krześnica Sarbinowo (Wilkersdorf-Zorndorf)            |
| ehemalige Grenze | | Woiwodschaftsgrenze Westpommern/Lebus                 | Woiwodschaftsgrenze Westpommern/Lebus                 |
| Abzweig geradeaus und von links | | Bahnstrecke von Tczew                                 | Bahnstrecke von Tczew                                 |
| Abzweig geradeaus und von rechts | | Bahnstrecke von Stettin–Gryfino                       | Bahnstrecke von Stettin–Gryfino                       |
| Bahnhof | 240,452 | Kostrzyn (Küstrin Neustadt Hbf.)                      | Kostrzyn (Küstrin Neustadt Hbf.)                      |
| Abzweig geradeaus und nach links | | Bahnstrecke nach Zielona Góra–Breslau                 | Bahnstrecke nach Zielona Góra–Breslau                 |
| Strecke | | Bahnstrecke nach Küstrin–Kietz–Berlin                 | Bahnstrecke nach Küstrin–Kietz–Berlin                 |

Die Bahnstrecke Grzmiąca–Kostrzyn (Gramenz–Küstrin) ist eine weitgehend stillgelegte Nebenstrecke der Polnischen Staatsbahn (PKP) von Grzmiąca nach Kostrzyn nad Odrą, die in Nordost-Südwest-Richtung in den Woiwodschaften Westpommern und Lebus verläuft. Sie war im Jahre 2009 nur noch auf rund einem Fünftel in Betrieb.

## Verlauf
Die Bahnstrecke Grzmiąca–Kostrzyn nimmt ihren Anfang im unteren Tal der Parsęta (Persante) im Osten der Woiwodschaft Westpommern, die sie südwestlich durchzieht, bis sie im äußersten Nordosten der Woiwodschaft Lebus an der Oder endet.
Auf ihrem 240 Kilometer langen Weg verbindet sie die Städte Połczyn-Zdrój (Bad Polzin), Drawsko Pomorskie (Dramburg), Kalisz Pomorski (Kallies), Choszczno (Arnswalde), Myślibórz (Soldin), Dębno (Neudamm), die alle im Gebiet der Pommerschen Seenplatte liegen, mit der Oderstadt Kostrzyn nad Odrą (Küstrin) an der heutigen polnisch-deutschen Staatsgrenze. Vor 1945 schuf diese Bahnlinie die Verbindung zwischen der Provinz Pommern und Ostbrandenburg.
In ihrem Verlauf lagen vor 1945 die Landkreise Neustettin, Belgard, Dramburg, Arnswalde, Soldin und Königsberg (Neumark). Ihre Gebiete entsprechen den heutigen polnischen Kreisen Szczecinek (Neustettin), Świdwin (Schivelbein), Drawsko Pomorskie (Dramburg), Choszczno (Arnswalde), Myślibórz (Soldin) und Gorzów Wielkopolski (Landsberg (Warthe)).

## Geschichte
Der heutige Streckenverlauf folgt der Regelung durch die Polnische Staatsbahn. Bis 1945 war die Linie von der Deutschen Reichsbahn (DR) in andere Streckenführungen unterteilt, die nun in kleinen Teilabschnitten zur Gesamtstrecke Grzmiąca–Kostrzyn zusammengefügt sind.
Am 15. November 1878 war Gramenz (Grzmiąca) mit der Errichtung der Bahnstrecke von Schneidemühl (Piła) über Neustettin (Szczecinek) nach Kolberg (Kołobrzeg) durch die Preußische Ostbahn an ihr Netz angeschlossen worden.
Nachdem im Jahre 1896 von Gramenz nach Bublitz eine weitere Strecke Richtung Nordosten – zur späteren Weiterführung nach Pollnow (Polanów) und Zollbrück (Korzybie) – gebaut worden war, folgte im Jahre 1903 die Errichtung eine Bahnstrecke Richtung Südwesten über Bärwalde (Barwice) und Bad Polzin (Połczyn-Zdrój) bis nach Falkenburg (Złocieniec).
Hier traf sie auf die Bahnlinie von Kallies (Kalisz Pomorski), die in Falkenburg endete und im Jahre 1900 angelegt worden war.
Kallies war damals schon ein wichtiger Bahnknotenpunkt, lag es doch seit 1888 an der Bahnstrecke von Kallies nach Schneidemühl, der 1895 die Verlängerung von Kallies nach Stolzenhagen folgte. Im gleichen Jahr wurde auch die Strecke von Kallies nach Arnswalde (Choszczno) als Teil der heutigen Bahnstrecke von Grzmiąca nach Kostrzyn gebaut. Arnswalde war bereits seit 1847 an die Stargard-Posener Eisenbahn-Gesellschaft mit der Strecke von Stettin bis Posen angeschlossen.
Im Jahr 1898 hatte die Stargard-Cüstriner Eisenbahn-Gesellschaft die Strecke von Arnswalde bis Berlinchen (Barlinek) eröffnet. Diese Bahngesellschaft hatte 1882 schon ihre Stammbahn von Soldin nach Glasow in Betrieb genommen, und ein Jahr später folgte die Glasow-Berlinicher Eisenbahngesellschaft mit der Strecke von Glasow nach Berlinchen. Es war erneut die Stargard-Cüstriner Eisenbahn-Gesellschaft, die ein Jahr früher die Züge von Pyritz (Pyrzyce) bis Küstrin über Soldin fahren ließ. In der Oderstadt traf die Bahnstrecke auf die Preußische Ostbahn mit der Strecke Berlin–Küstrin–Dirschau–Königsberg (Preußen) (seit 1857) und der von Breslau nach Stettin (seit 1875/76).
Die Errichtung der einzelnen Abschnitte der Gesamtbahnstrecke Grzmiąca–Kostrzyn erfolgte zwischen 1882 und 1903.
In den 1990er Jahren begann die PKP, Streckenabschnitte stillzulegen bzw. für den Verkehr einzuschränken. Als erstes Teilstück traf es die Abschnitte Połczyn-Zdrój (Bad Polzin) – Złocieniec (Falkenburg) und Choszczno (Arnswalde) – Głazów (Glasow) im Jahre 1991. Es folgten bis 2010 die übrigen Abschnitte mit Ausnahme von drei Linien mit insgesamt 48,383 Kilometern:
- Kalisz Pomorski Miasto–Kalisz Pomorskie (2,716 km) nur noch Personenverkehr,
- Złocieniec–Mirosławiec (23,232 km) und Barnówko–Kostrzyn (22,435 km), beide nur noch Güterverkehr.

Die Höchstgeschwindigkeit auf diesen Strecken beträgt 40 km/h im Personen- und 30 km/h im Güterverkehr.

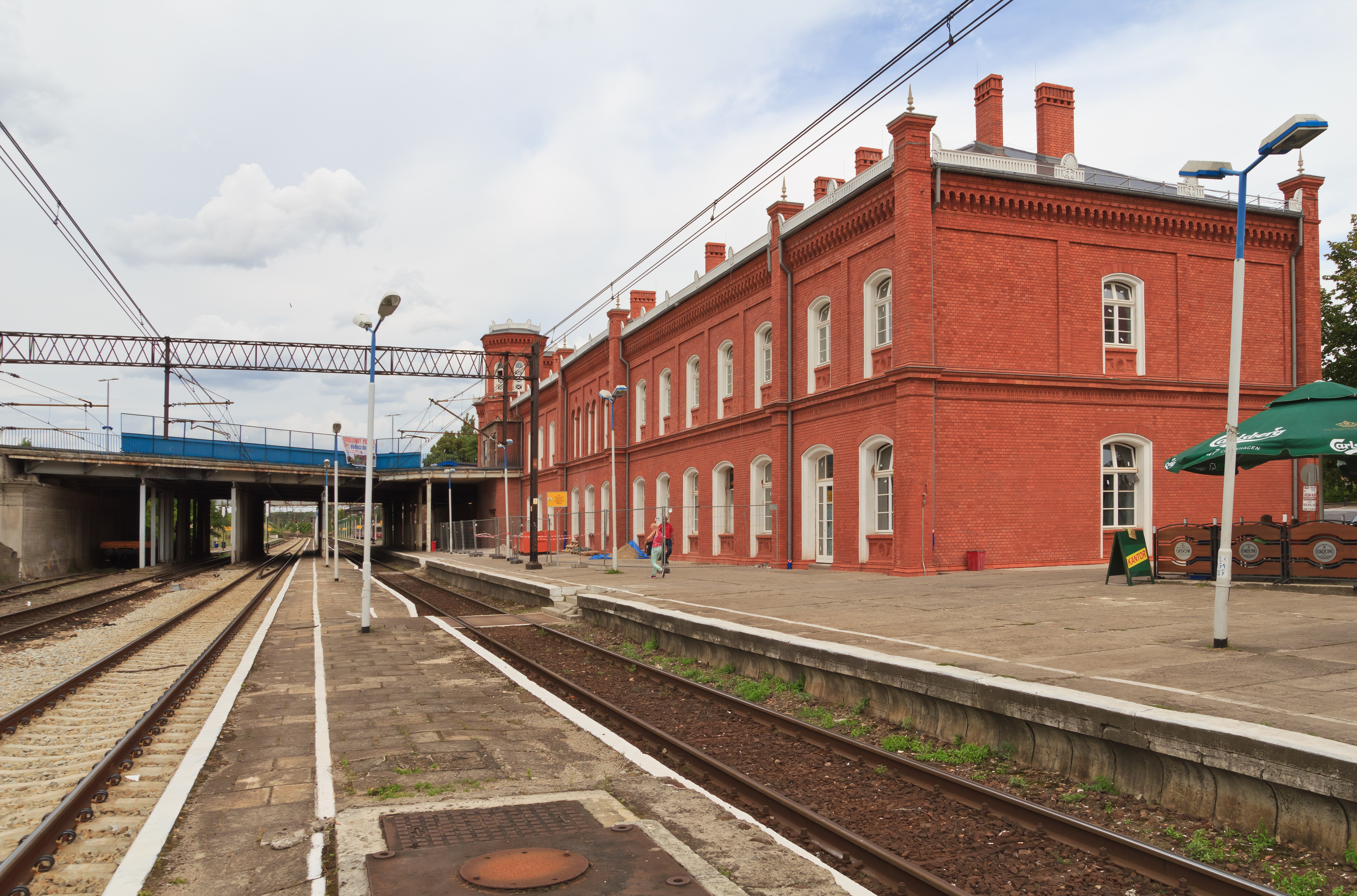
Der Bahnhof Kostrzyn (Küstrin Neustadt Hbf)
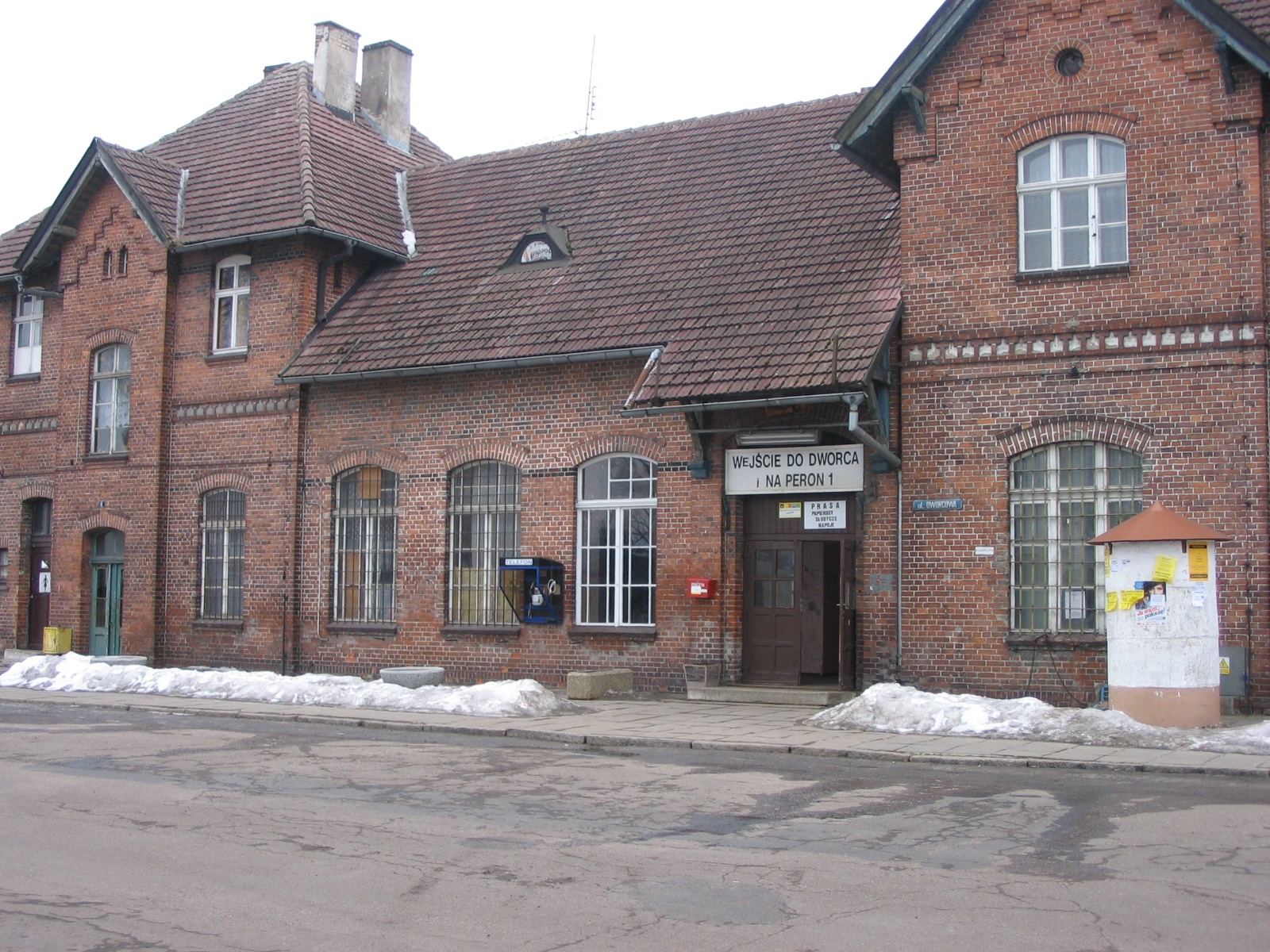
Der Bahnhof in Złocieniec (Falkenburg)
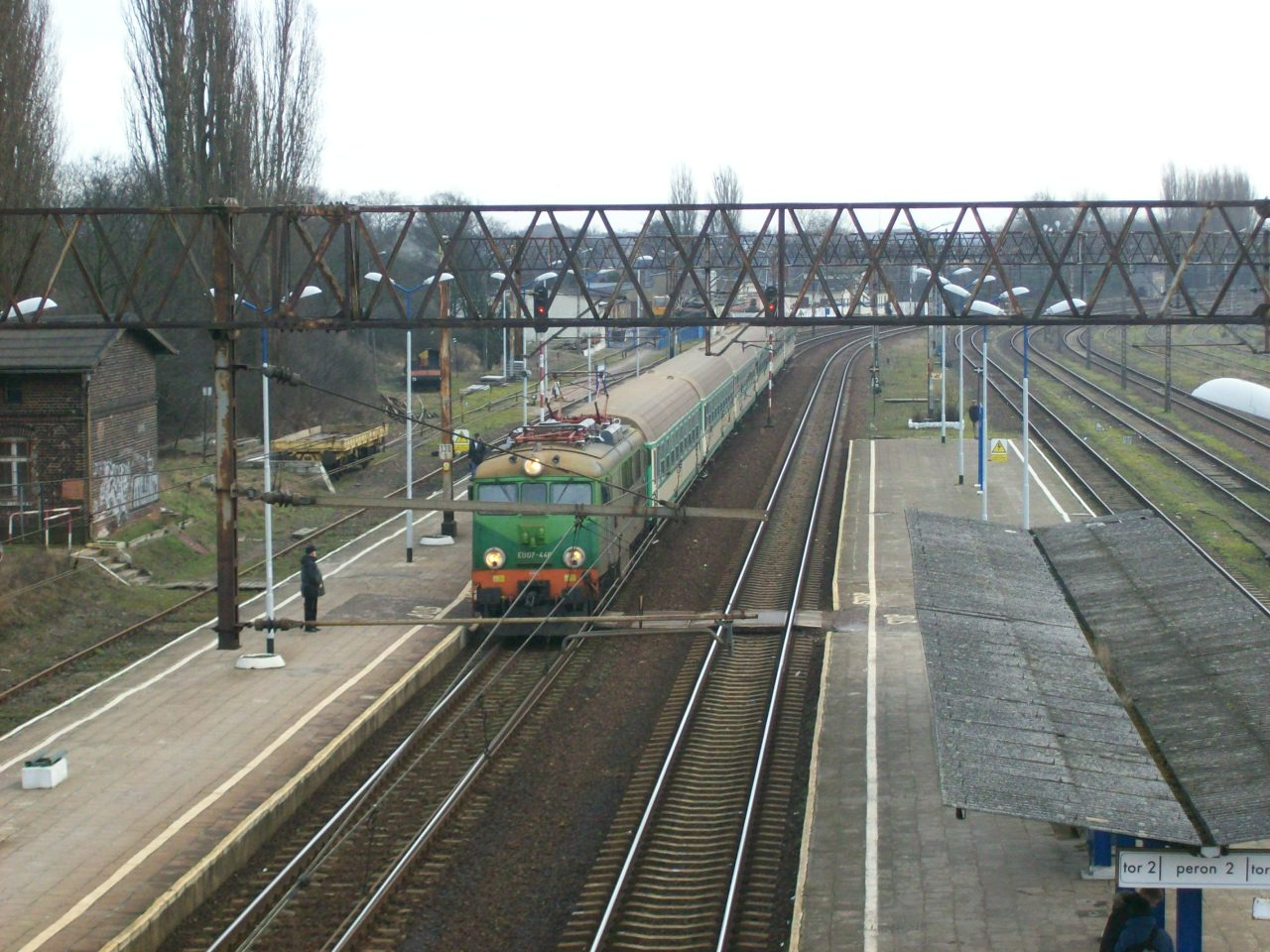
Die Gleisanlagen im Bahnhof Choszczno (Arnswalde)